# Paliçada da ilha de Paranapuã
O entrincheiramento de Paranapuai, também conhecido como paliçada da ilha de Paranapuã, era uma paliçada tamoia localizada na ponta do Galeão, na ilha do Governador, na baía de Guanabara, no atual município do Rio de Janeiro, no Brasil. Foi atacada pelos portugueses liderados por Mem de Sá em 21 de janeiro de 1567, resultando na escravização de quase mil tamoios e na consolidação do domínio português na região.

## História
À época do descobrimento do Brasil, a "ilha dos Maracajás" era ocupada pelos Temiminó. Estes indígenas foram expulsos da ilha em 1555 pelos Tamoios, aliados dos franceses, que, em fins daquele ano, estabeleceram a França Antártica. Os novos ocupantes da ilha distribuíram-se em cinco grandes aldeias (IPANEMA, 1993), defendidas ao modo indígena, ou seja, cercadas por fortes paliçadas.
A colônia francesa estabelecida a partir de Novembro de 1555, era defendida pelo Forte Coligny. Com a queda deste em Março de 1560, ante as forças portuguesas e indígenas sob o comando do Governador Geral Mem de Sá (1558-1572), os sobreviventes franceses, cerca de vinte indivíduos, internaram-se nas matas em terra forma, procurando abrigo entre os aldeamentos indígenas aliados. Com os navios avariados e sem homens suficientes, Mem de Sá não dispunha de recursos para o início de um estabelecimento português na baía da Guanabara, retirando-se a 3 de Abril para Salvador, na capitania da Bahia.
Por essa razão, a presença francesa sobreviveu informalmente na Guanabara, vindo a ser erradicada apenas com a expedição de Estácio de Sá (1565-1567), que fundou a cidade do Rio de Janeiro (1 de Março de 1565) e que culminou com a devastação dos aldeamentos paliçados de Uruçumirim (no outeiro da Glória) e de Paranapuai (na ilha do Governador Martim de Sá, atual ilha do Governador), em fins de Janeiro de 1567. Coaracy relata:
Dias depois do assalto a Uruçumirim, plausivelmente ainda em Janeiro, foram tomados os últimos redutos dos franceses na ilha de Paranapecu (hoje do Governador) e definitivamente dispersados. Tamoios e Franceses que escaparam retiraram-se para o interior. Dos franceses pode-se presumir que muitos tenham buscado as paragens de Cabo Frio onde teriam sido recolhidos pelos seus compatriotas que ali continuaram ainda por muitos anos a vir contrabandear pau-brasil.— (op. cit., p. 539)